# Carex krausei
Carex krausei — багаторічна рослина родини осокових. Непоказна трава з лінійними листками у дрібними квітками в суцвіттях-колосках.

## Опис

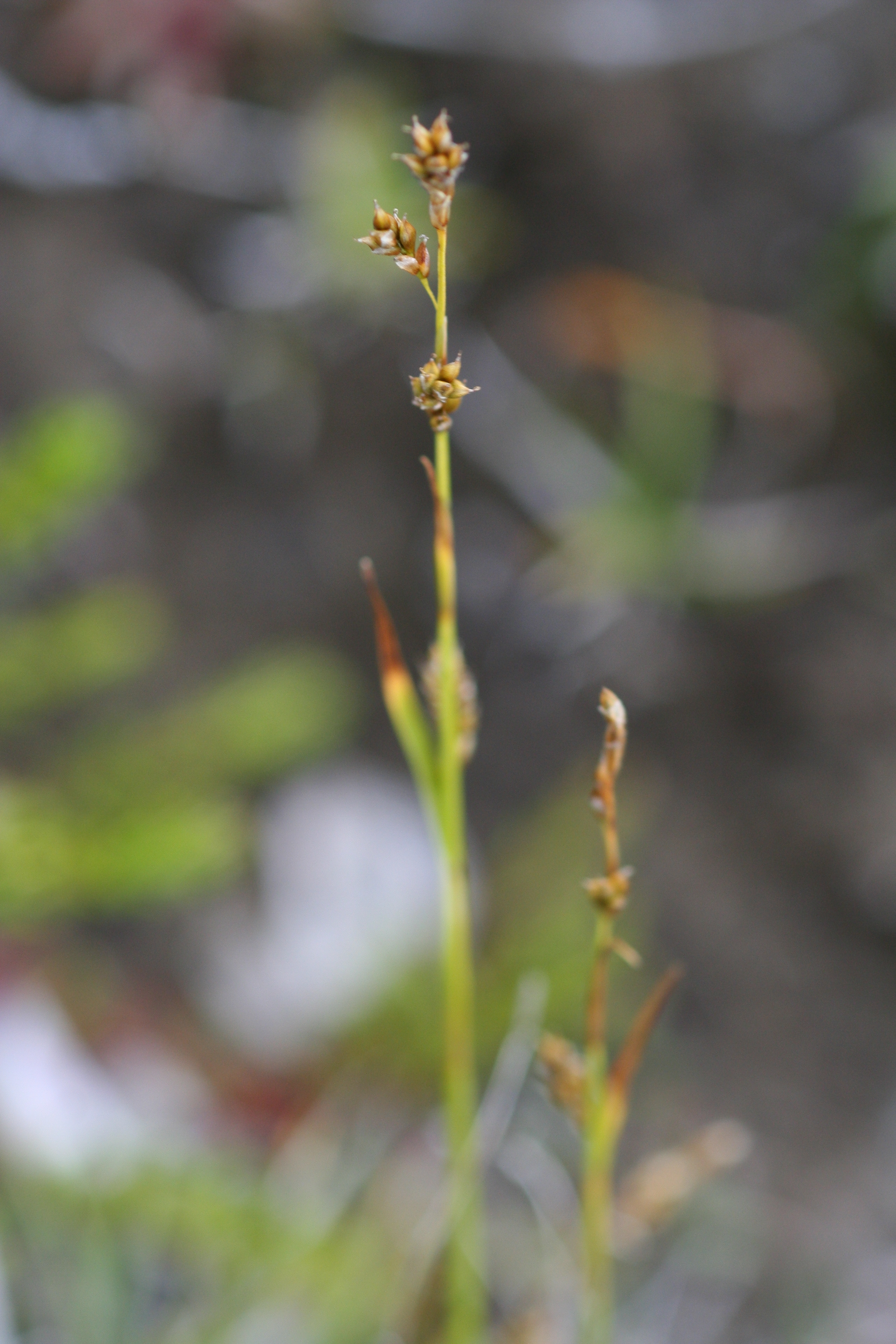
Окремий колосок.

Трав'яниста рослина зі стеблами заввишки до 15—35 см. Листкові пластинки плоскі або згорнуті, 2–8 см×1–2 мм. Суцвіття — малоквітковий колос. Плід — оберненояйцеподібна сім'янка завдовжки 1,1–1,4 мм, завширшки 0,6–0,9 мм. Число хромосом 2n = 36.

## Поширення
Євразія: російська Північ, Ісландія, Шпіцберген; Північна Америка: Аляска, Канада, Гренландія. Населяє сухі та вологі вапнякові тундри, береги, луки.